# Zádveřice-Raková
Zádveřice-Raková – gmina w Czechach, w powiecie Zlín, w kraju zlińskim. Według danych z dnia 1 stycznia 2012 liczyła 1384 mieszkańców.
Gmina składa się z dwóch części:
- Raková
- Zádveřice